# Mengham
Mengham – wieś w Anglii, w hrabstwie Hampshire. Leży 42 km na południowy wschód od miasta Winchester i 100 km na południowy zachód od Londynu.